# Maurice Bouilloux-Lafont
Maurice Bouilloux-Lafont, né le 10 avril 1875 à la Ferté-Alais (Seine-et-Oise) et mort le 29 juillet 1937 à Barcelonnette (Basses-Alpes), est un homme politique français.

## Biographie
Frère de Marcel Bouilloux-Lafont, il est son associé dans la direction de la banque familiale. Il a également une sœur, Gabrielle Bouilloux-Lafont s’étant mariée à Louis Jay. Ayant épousé une riche héritière d'une famille de Quimper, il s'installe à Bénodet, dont il devient maire en 1912. Il est également conseiller général du canton de Concarneau jusqu'en 1934. Il est député du Finistère de 1914 à 1932, d'abord inscrit au groupe de la Gauche républicaine démocratique, puis au groupe de la Gauche radicale. Il est secrétaire de la Chambre de 1917 à 1919, et vice-président de 1924 à 1930. En 1931, ses adversaires utilisent l'affaire de l'Aéropostale, dans laquelle son frère et la banque familiale sont impliqués, pour le fragiliser. Battu aux élections de 1932, il est nommé ministre d’État de la principauté de Monaco, fonction qu'il occupe jusqu'en 1937.
Le 2 octobre 1928, il est très grièvement blessé dans un accident d'automobile survenu à Scrignac dans le Finistère, dans lequel meurt Théodore Le Hars, sénateur du Finistère.

## Publications
Les chambres de métiers, comment nous les concevons, Paris, 1919, Payot et Cie, 222 p. lire en ligne sur Gallica